# Marie-Nathalie de Verneuil
Marie-Nathalie de Verneuil (1773, La Chanterie, próxima a Alençon - 1799), é uma personagem da Comédia Humana de Honoré de Balzac. Sua principal aparição se dá em Les Chouans.
Filha natural do duque Victor-Amélie Verneuil e de Blanche de Casteran, que se torna religiosa, ela é educada em um lugar desconhecido e acolhida pelo duque de Lenoncourt, que a abandona sob o Terror. Ela se torna amante de Danton, em seguida; mas é reduzida à miséria com a morte deste, e entra para a polícia de uma maneira indefinida.
O duque de Verneuil, seu pai natural, acaba por reconhecê-la, e lega-lhe uma grande parte de sua fortuna em detrimento de seu filho legítimo, o duque Gaspard de Verneuil, que inicia um processo contra sua irmã para recuperar sua herança.
Enviada por Corentin, a pedido de Fouché, para destruir o marquês de Montauran (o Gars), ela começa por seduzi-lo, mas depois hesita em traí-lo. Ela o salva, a princípio, mostrando sua ordem de missão do marechal Hulot. Madame du Gua, que a odeia, a trai, através de Pille-Miche, um dos chefes dos chouans, os rebeldes bretões. Madame du Gua, uma fanática, muito invejosa de Marie-Nathalie, tenta mesmo matá-la duas vezes, e depois consegue confundir Montauran. Mas Marie consegue escapar desta mulher refugiando-se em uma fazenda junto a Galope-Chopine, que a leva a um baile. Lá, Marie reconquista o belo marquês de Montauran e seu casamento em Fougères é marcado. Contudo, enganada por uma falsa mensagem de Corentin, e muito ciumenta de Montauran, a quem a mensagem faz referência, ela faz com que o marechal Hulot tome todas as disposições para perdê-lo.
Ela compreende tarde que foi manipulada por Corentin. Morre ao lado de seu marido seis horas após seu casamento.